# Шчербинка
Шчербинка (рус. Щербинка) град је у Русији у Московској области.

## Становништво
| 1959.  | 1970.  | 1979.  | 1989.  | 2002.  | 2010.  |
| ------ | ------ | ------ | ------ | ------ | ------ |
| 18,131 | 23,353 | 23,561 | 28.011 | 28.043 | 32,450 |